# Carlos Canelhas
Carlos Canelhas (Cucujães, 10 de setembro de 1927 – Lisboa, 18 de julho de 2009) foi um compositor português.
Foi autor de sucessos como «Ele e Ela», interpretado por Madalena Iglesias no festival da Eurovisão em 1966.
Actividade profissional predominante: quadro do Ministério da Saúde. Licenciado em História pela Universidade de Coimbra.
Autor da música (e por vezes letra) de mais de 100 canções, entre as décadas de 50 e 90 do séc. XX.
Intérpretes mais frequentes: Rui de Mascarenhas, Simone de Oliveira, Madalena Iglésias e Artur Garcia.
Algumas colaborações de poetas e letristas: António Sousa Freitas, Jerónimo Bragança, António José, Maria Amália Ortiz da Fonseca, António Antão, Joaquim Pedro Gonçalves, Hernâni Correia, Rita Olivaes, Rosa Lobato de Faria.

## Canções com maior divulgação
Década de 1950: 
- Maria Helena - com Rui Mascarenhas
- Mentirosa - idem
- Não te mereço - idem
- Sê feliz - idem

Década de 1960:
- Sonha - com Madalena Iglésias
- Ele e Ela - idem
- Canção para um Poeta - idem
- Ontem e Hoje - com Simone de Oliveira
- Olhos nos Olhos - idem
- Sensatez - idem
- Porta Secreta - com Artur Garcia
- A dança do Mundo - idem
- Noiva do Mar - com Alice Amaro
- Mil vezes obrigado - com Gina Maria
- Menina Descalça - com Maria da Glória

Década de 1970:
- Andam bairros de mãos dadas - com Lídia Ribeiro
- Menina de Luto - com Minipop

Década de 1980:
- Lisboa Minha e Tua - com Alexandra
- Filho, Xaile do meu Peito - com Maranata

Década de 1990:
- Pássaro Ferido - com Paulo Alexandre
- Praia sem Marés - com Isabel Campelo

## Prémios e outras distinções
- 1º prémio no I Concurso da Canção Infantil
- Dois 1ºs prémios e três prémios secundários em diversas edições do Festival da Figueira da Foz
- 1º prémio e 2º prémio numa edição do Festival da Costa Verde (Espinho)
- Dois 1ºs prémios nas edições de 1964 a 1966 do Festival Hispano-Português (Aranda de Duero)
- 1º prémio na edição de 1966 do Festival RTP da Canção ("Ele e Ela" - 9º lugar na Eurovisão)
- Participações seleccionadas nas edições de 1971 e 1972 do Festival do Minho - Canção do Mundo Celta (hispano-português)
- 1º prémio na Grande Marcha de Lisboa de 1972
- 1º prémio e 2º prémio na edição do Festival da Canção de Lisboa realizada no Castelo de S. Jorge
- 12 participações seleccionadas em diversas edições do Festival RTP da Canção
- Medalha de honra comemorativa dos 80 anos da Sociedade Portuguesa de Autores, atribuída em 2005.

## Morte
Faleceu a 18 de Julho de 2009 com 81 anos, em Lisboa.. 
Era irmão de Justiniano Canelhas.